# Boninagrion
Boninagrion là một chi chuồn chuồn kim trong họ Coenagrionidae. Đây là chi đơn loài, với loài duy nhất tên Boninagrion ezoin.